# Fürst (släkt)

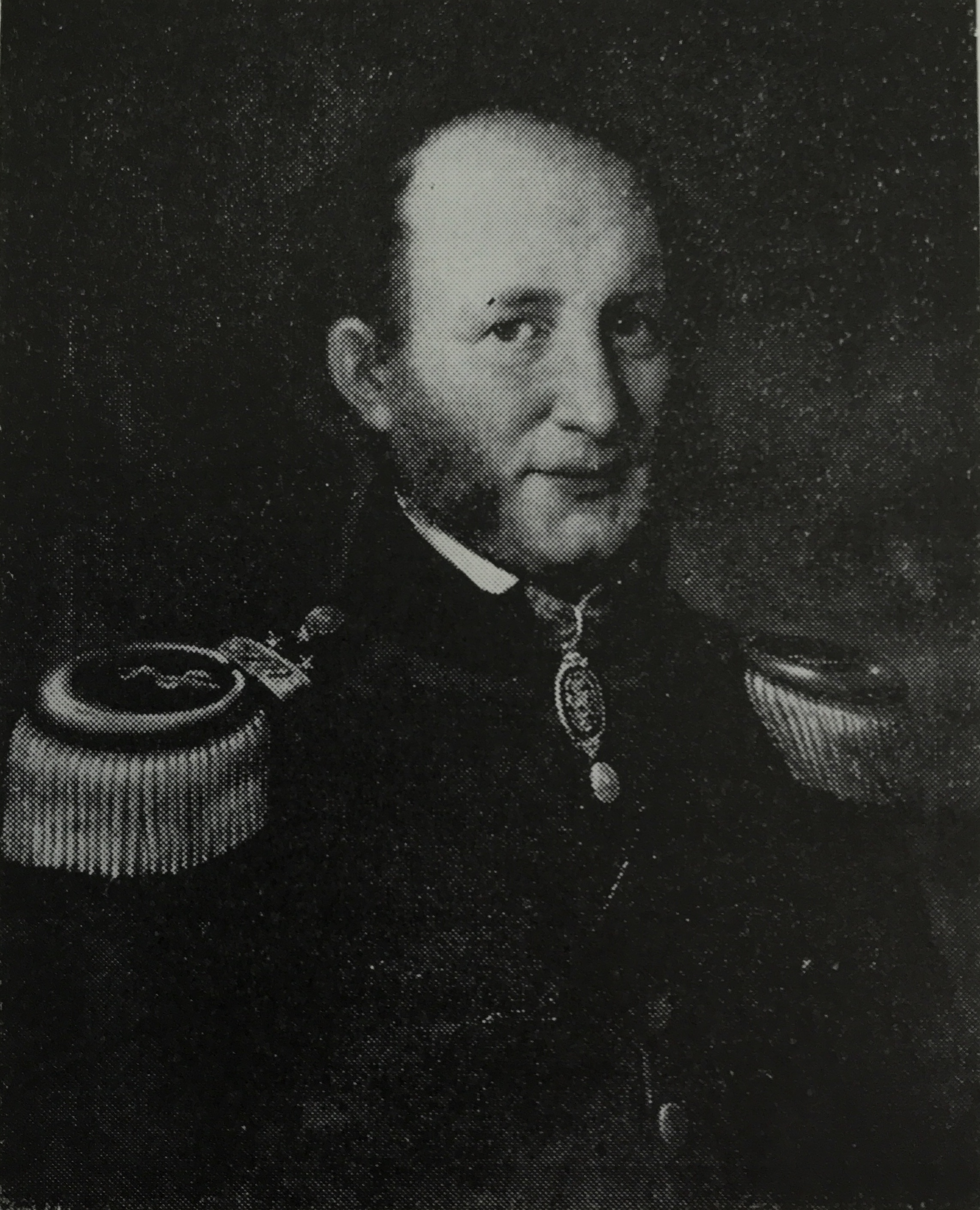
Carl Johan Fürst (1791–1855)

Fürst är en svensk släkt, härstammande från den i Danzig födde destillatorn Absalon Fürst i Mewe i Västpreussen (i dag Gniew i Polen). Hans son och namne Absalon Fürst (1754–1828) kom till Sverige 1778 efter kirurgutbildning i Thorn och verksamhet som underkirurg vid sjölasarettet i S:t Petersburg. Han tjänstgjorde som andre amiralitetskirurg under Gustav III:s ryska krig och deltog därmed i ett flertal sjöslag. Efter kriget, år 1806, blev Fürst stadsfältskär i Karlskrona och fick 1809 assessors namn och regementsläkares grad med ansvar för de utvärtes sjuka på amiralitetssjukhuset där. I sitt äktenskap med Johanna Köping blev han far till Antoinette Sophie Fürst (1789–1825), mor till Carl Anton Pettersson, samt till Carl Johan Fürst (1791-1855). 
Carl Johan Fürst, sedermera överfältläkare vid flottans station i Karlskrona, anställdes som underläkare vid amiralitetet i Karlskrona redan som 14-åring, två år innan inskrivningen som student vid Lunds universitet. Han ingick 1821 gifte med Johanna Lovisa Sjöborg, brorsdotter till Nils Henrik Sjöborg. I detta äktenskap blev han far till fem söner: Carl Absalon Fürst (1822–1855); Magnus Fürst (1823–1853), båda läkare vid flottan; kammarskrivaren Richard Fürst (1827–1855); överfältläkaren Manfred Fürst (1829–1900), samt arkitekten och stadsingenjören i Karlskrona Astley Fürst (1825–1875).  
Sistnämnde Astley blev far till Thorvald Fürst (1866–1927), som blev yrkesinspektör i Stockholms distrikt 1901, tillförordnad chef för arbetarskyddsbyrån i den nyinrättade Socialstyrelsen 1912 och ordinarie byråchef där 1914. Han var riksdagsman i Andra kammaren 1907–1911 (liberal) och ordförande i tredje tillfälliga utskottet 1910—1911. Fürst var 1911–1914 ledamot av andra försvarsberedningen och blev sistnämnda år ledamot av en utredning rörande sjöförsvarets ordnande. Under första världskriget var Fürst chef för Centrala bränslebyrån 1916 och för Handelskommissionens kolbyrå 1917–1919. Bland hans skrifter märkes Arbetarskydd och arbetarskyddslagstiftning (Folkets studiehandbok, 13, 1923).

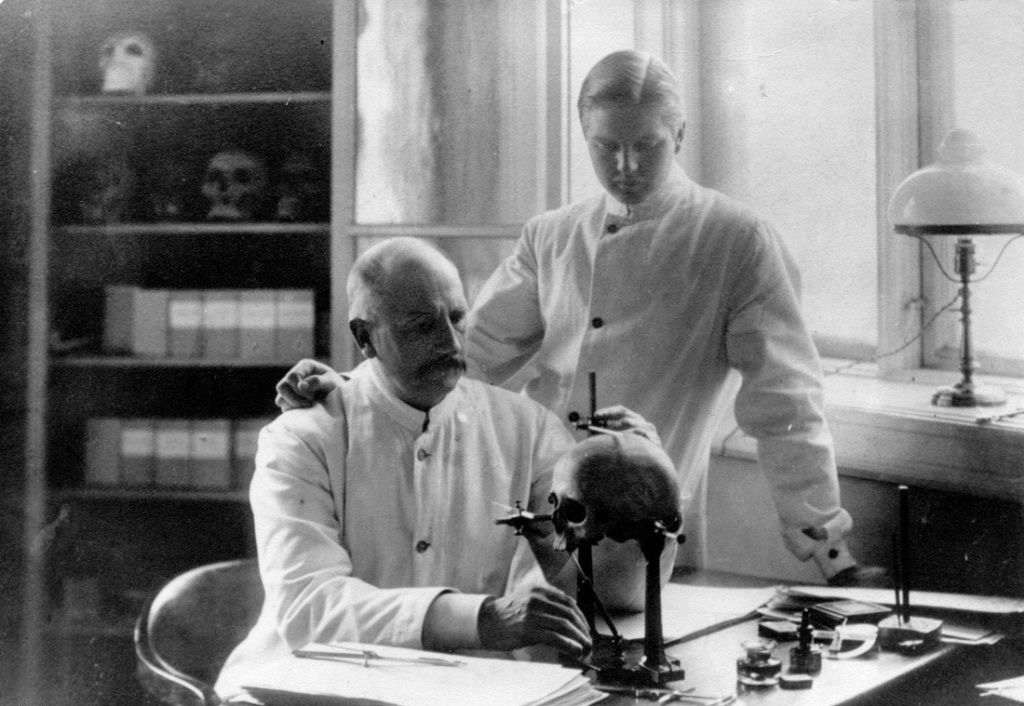
Carl Magnus och sonen Carl Andreas Fürst undersöker ett kranium

Ovan nämnde Carl Absalons äldste son var överingenjören vid Härnösands varv och mekaniska verkstad Oscar Fredrik Fürst (1850–1926), som i sin tur blev far till bland andra kommendör Carl Oscar Fürst (1892–1982), byråchef i Krigsmaterielverket.  
Carl Magnus Fürst, yngre bror till Oscar Fredrik, var professor i anatomi vid Lunds universitet och en framstående antropolog. Han blev far till överläkaren vid Orupssanatoriet Carl Andreas Fürst (1888–1981), g.m. Ebba Reventlow (1891-1971) dansk grevinna i ätten Reventlow. Deras söner med. dr. Bo Eskil Fürst (1919–1988), överläkare vid Kalmar lasarett och 1949 g.m. Charlotte Lundh Christiansen (1931-2015) och Carl Sigvard Fürst (1921–2012), överläkare vid Västerviks lasarett, var läkare i sjätte generationen.